# Elena Vacvalová
Elena Vacvalová, rozená Elena Kunštárová (* 15. ledna 1958, Hnúšťa-Likier) je slovenská moderátorka a příležitostná herečka.

## Život

### Do konce 80. let
Vyrůstala v Tisovci. Její rodiče byli učitelé. Během studií se věnovala basketbalu, sportovní střelbě a házené. Po střední škole nebyla přijata na VŠMU, proto začala v roce 1981 studovat obor Televizní žurnalistika na Filozofické fakultě Univerzity Komenského v Bratislavě, kde se také seznámila se svým budoucím kolegou Oliverem Andrásym. Se svým prvním manželem má dceru Elenu. Po studiích začala pracovat v redakci časopisu Kamarát, kde se seznámila se svým druhým manželem Jurajem Vacvalem. V roce 1987 začala pracovat v Československém rozhlase, kde moderovala pořad Humorikon spolu s Oliverem Andrásym.

### 90. léta
Pořad Humorikon moderovala až do roku 1991. V roce 1992 začala opět se svým kolegou Oliverem Andrásym moderovat pořad Čo dokáže ulica, který byl vysílán na Slovenské televizi až do roku 1997. V roce 1993 založila s Oliverem Andrásym a Stanislavem Gurkou produkční firmu Hattrick. Od roku 1995 moderovala na televizní stanici VTV pořad Aj múdry schybí, opět spolu s Oliverem Andrásym. V roce 1998 tento pořad převzala TV Markíza, kde tento pořad moderovala až do jeho zrušení v roce 2010. Další pořad, který moderovala s Oliverem Andrásym byl Dereš, který od roku 1999 vysílala TV Markíza.

### Počátek 21. století
Kromě pořadů Aj múdrý schybí a Dereš, které moderovala spolu s Oliverem Andrásym, přibyly i další pořady, které začala moderovat sama. V roce 2002 to byl pořad Ružové okuliare a po čase vystřídala Róberta Beňa v moderaci pořadu 7EDEM s r. o., který do roku 2008 vysílala TV Markíza a následující rok ho převzala TV JOJ, která ho přejmenovala na Sedem a vysílá ho dodnes.

### Od roku 2010
V roce 2010 TV Markíza ukončila vysílání pořadu Aj múdry schybí, který v roce 2012 převzala RTVS a přejmenovala ho na Nikto nie je dokonalý. Elena Vacvalová spolu s Oliverem Andrásym ho moderovaly do roku 2013. V roce 2016 začala na RTVS moderovat pořad Zlaté časy spolu s Danem Heribanem, jehož v roce 2017 nahradil Milan Lasica jako stálý host. V roce 2015 si zahrála i ve filmu Andílek na nervy, kde měla roli sociální pracovnice.

### Záliby
Elena Vacvalová je velkou milovnicí zvířat. Vlastní psa a 3 kočky. Velmi usiluje o vybudování hřbitova pro zvířata v Bratislavě.

## Televize

### Filmy
- 1995: Hazard
- 1999: Šest statečných
- 2015: Andílek na nervy

### Seriály
- 2007: Ordinácia v ružovej záhrade

### Televizní pořady
- 1992: Čo dokáže ulica
- 1995: Aj múdry schybí
- 1999: Dereš
- 2001: 7EDEM s r. o.
- 2002: Ružové okuliare
- 2009: Sedem
- 2012: Nikto nie je dokonalý
- 2016: Zlaté časy